# Anomala morissaei
Anomala morissaei är en skalbaggsart som beskrevs av Blanchard 1851. Anomala morissaei ingår i släktet Anomala och familjen Rutelidae. Inga underarter finns listade i Catalogue of Life.